# بوبي كامينغز
بوبي كامينغز (بالإنجليزية: Bobby Cummings)‏ هو لاعب كرة قدم بريطاني، ولد في 17 نوفمبر 1935 في أشينغتون ‏ في المملكة المتحدة، وتوفي في 1 أغسطس 2008 في Blyth, Northumberland ‏ في المملكة المتحدة. لعب مع دارلينجتون إف سى ونادي أبردين ونادي هارتلبول يونايتد ونيوكاسل يونايتد.